# Lainie Kazan
Lainie Kazan, geboren als Lanie Levine (New York, 15 mei 1940) is een Amerikaanse zangeres en actrice.

## Biografie
Kazan is de dochter van een Asjkenazisch Joodse vader, die als bookmaker werkte en een Sefardisch Joodse moeder Carole, die door Kazan ooit als neurotisch, fragiel en artistiek omschreven werd.
Ze maakte haar professioneel debuut op Broadway in 1961 in de musical The Happiest Girl in the World. Een jaar later volgde Bravo Giovanni. Ze was understudy van Barbra Streisand in Funny Girl en mocht haar achttien maanden vervangen toen deze last kreeg van haar keel.
Haar populariteit nam toe en in oktober 1970 sierde ze de cover van de Playboy.
Kazan speelde ook al in vele films mee en maakte gastoptredens in televisieseries. Ze wordt niet altijd gevraagd om te zingen, maar vaak ook voor haar komisch talent.
In de jaren 90 had ze een kleine rol in de serie The Nanny als tante Freida.

## Filmografie
- Dayton's Devils (1968)
- Lady in Cement (1968)
- Romance of a Horsethief (1971)
- One from the Heart (1982)
- My Favorite Year (1982)
- Lust in the Dust (1985)
- The Journey of Natty Gann (1985)
- The Delta Force (1986)
- Medium Rare (1987)
- Harry and the Hendersons (1987)
- Beaches (1988)
- Eternity (1989)
- Out of the Dark (1989)
- 29th Street (1991)
- I Don't Buy Kisses Anymore (1992)
- The Cemetery Club (1993)
- Movies Money Murder (1996)
- Love Is All There Is (1996)
- The Associate (1996)
- Allie & Me (1997)
- The Big Hit (1998)
- Permanent Midnight (1998)
- The Unknown Cyclist (1998)
- Kimberly (1999)
- The Crew (2000)
- The Dress Code (2000)
- What's Cooking? (2000)
- My Big Fat Greek Wedding (2002)
- Eight Crazy Nights (2002) (voice)
- Broadway: The Golden Age, by the Legends Who Were There (2003) (documentaire)
- A Good Night to Die (2003)
- Gigli (2003)
- Red Riding Hood (2004)
- Whiskey School (2005)
- Bratz: The Movie (2007)
- Beau Jest (2007)
- You Don't Mess with the Zohan (2008)